# Matsebal
Matsebal (Jiddisch: קניידלעך, kneidelach of knaidlach) is een traditionele Joodse knoedel die met Pesach wordt gegeten, meestal als bijgerecht in de kippen-  of linzensoep.
Matseballen worden gemaakt van matsemeel met gefruite ui, ei, peper, zout en gemberpoeder of peterselie en gekookt in de soep. Vaak wordt er geraspte mierikswortel bij gegeven.
Joden eten matseballen omdat men volgens de religieuze voorschriften tijdens Pesach geen gerezen voedsel (zoals gerezen brood of paneermeel) mag eten. Voor Pesach wordt elk product dat mogelijk gist bevat of gerezen is uit huis verwijderd.
- Library of Congress Control Number: sh2019000583
- Nationale Bibliotheek van Israël: 987010680133005171